# Ficus pellucida
Ficus pellucida, tên tiếng Anh: Atlantic fig shell, là một loài ốc biển, là động vật thân mềm chân bụng sống ở biển thuộc họ Ficidae.

## Phân bố
Chúng phân bố ở Biển Caribe (dọc theo Cuba và Hispaniola), Tiểu Antilles và ở Đại Tây Dương từ Venezuela tới miền đông Brasil.

## Miêu tả
Chiều dài tối đa của vỏ ốc được ghi nhận là 70 mm.

## Môi trường sống
Độ sâu tối thiểu được ghi nhận là 73 m. Độ sâu tối đa được ghi nhận là 823 m.

## Hình ảnh

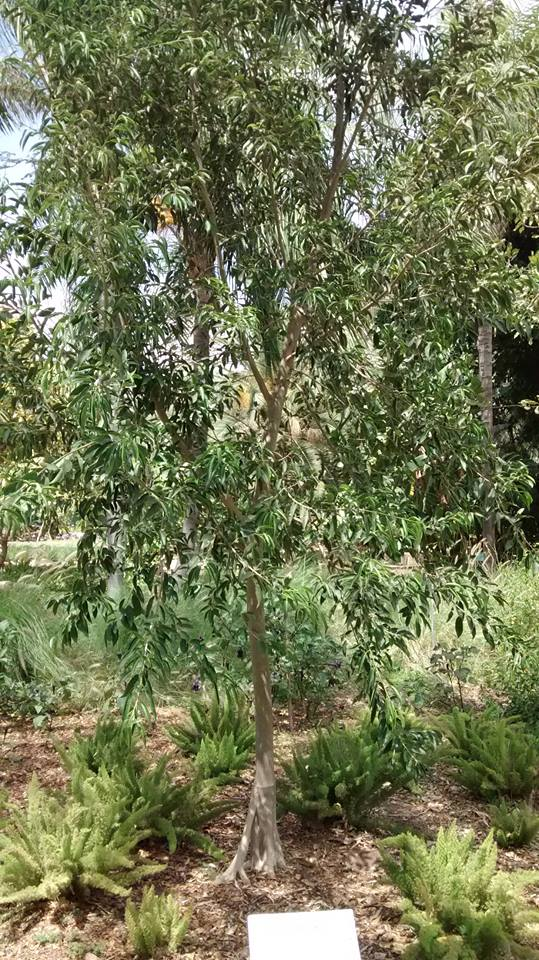
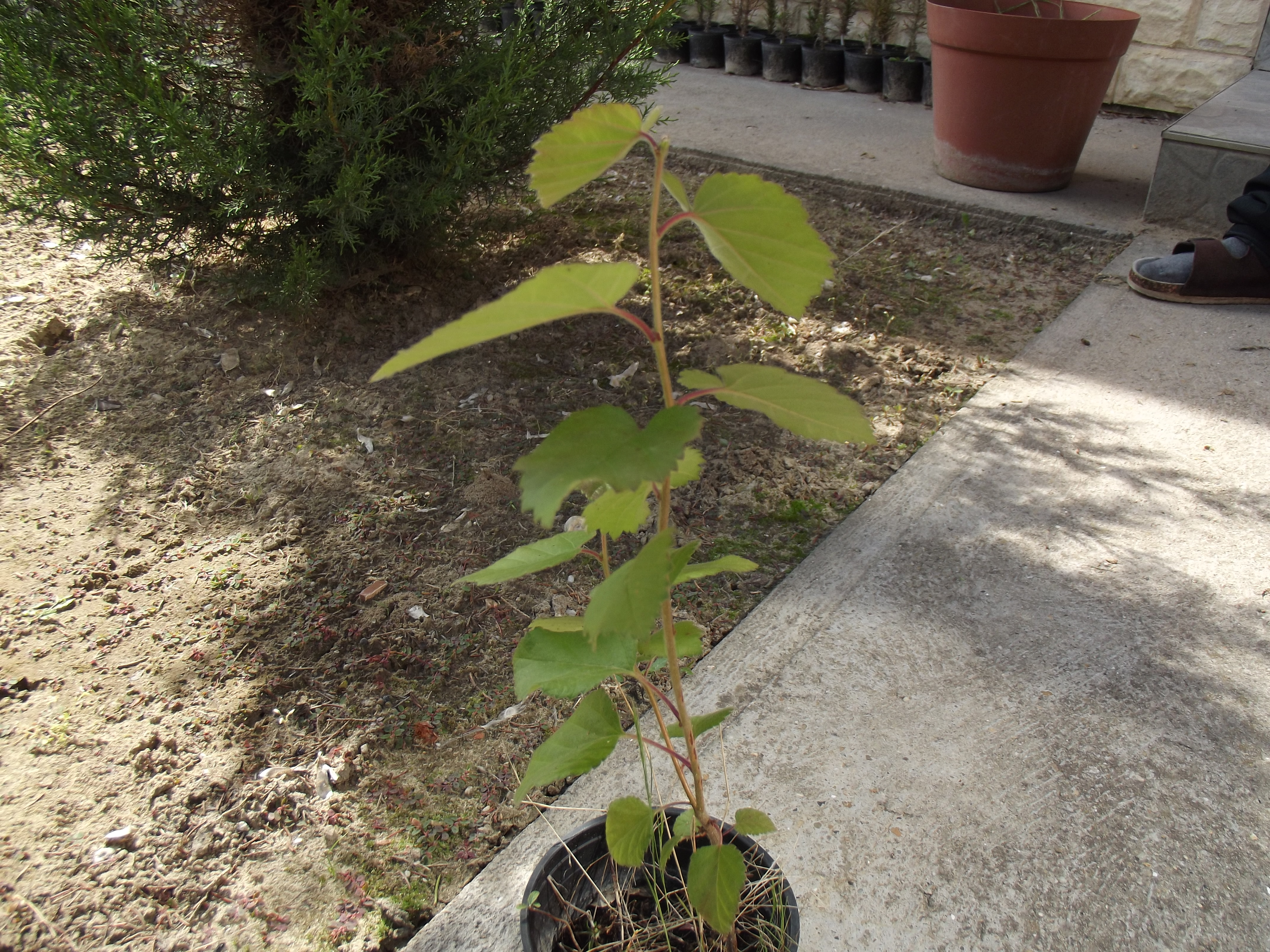
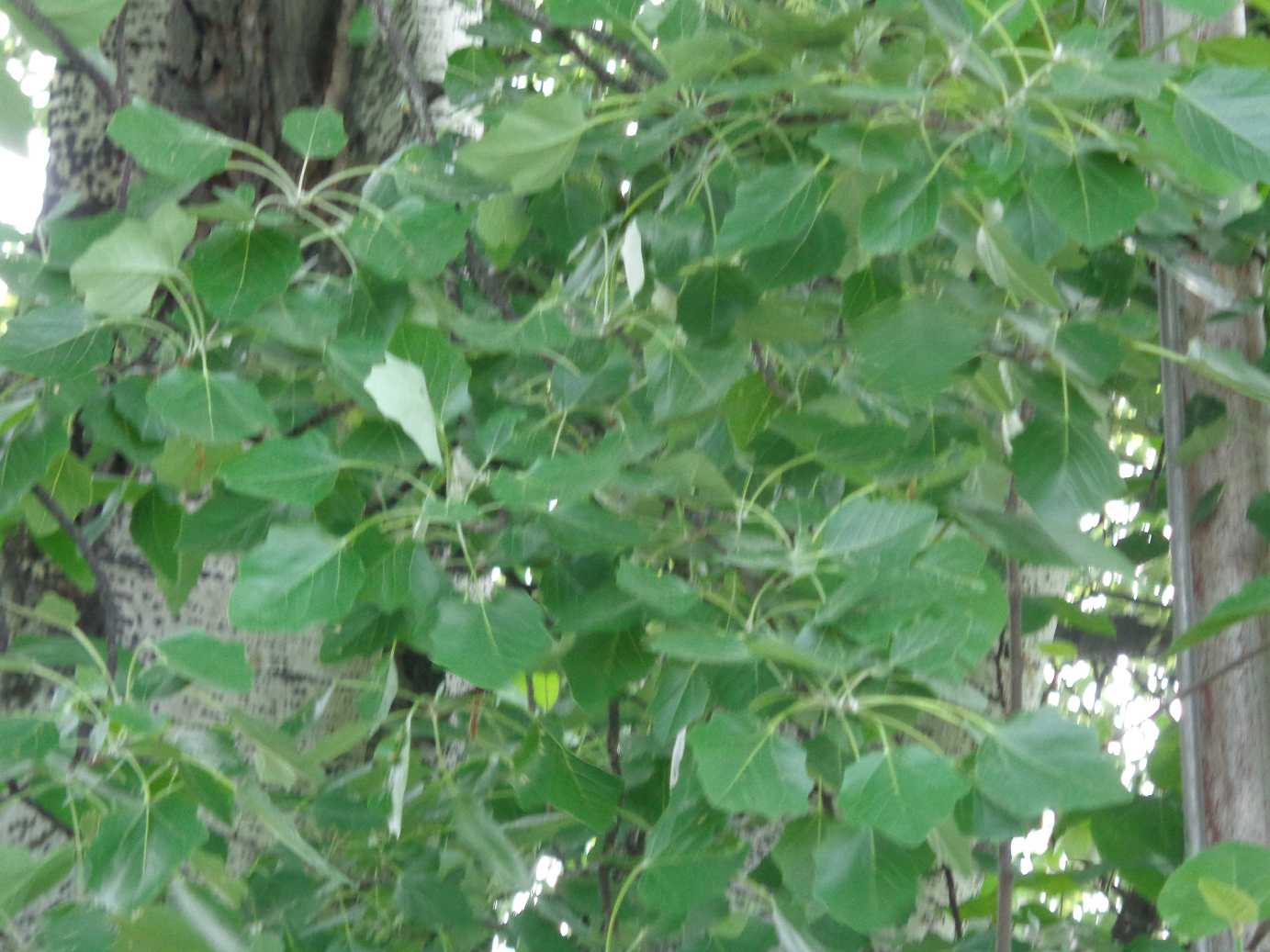
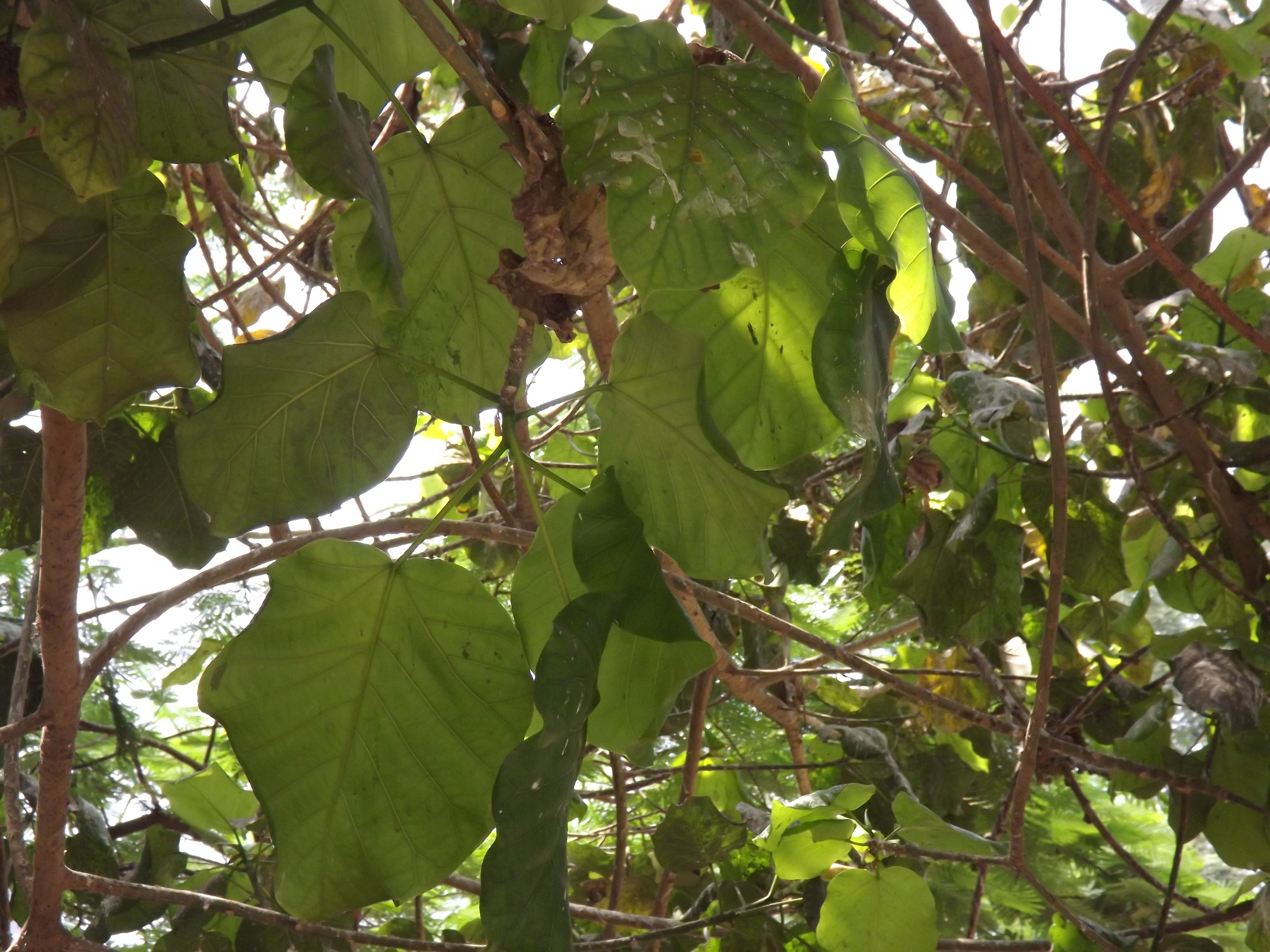